# 藤田医科大学
藤田医科大学（ふじたいかだいがく、英語: Fujita Health University）は、愛知県豊明市に本部を置く私立大学。学校法人藤田学園によって運営されている。略称は藤医大（とういだい）、藤田など。

## 概説
創立時には名古屋保健衛生大学（なごやほけんえいせいだいがく）という大学名だったが、設立者である藤田啓介・藤田学園総長の名前および学園名に因んで命名された。後に藤田学園保健衛生大学（ふじたがくえんほけんえいせいだいがく）、藤田保健衛生大学（ふじたほけんえいせいだいがく）と改称し、2018年（平成30年）10月10日、「保健衛生」よりも医療の臨床場面をイメージし易いようにと、現校名に改称した（英語名は変更なし）。
1970年代に設置された新設私立医大である。2003年（平成15年）に医学系分野で超低侵襲標的化診断治療開発センターとして21世紀COEプログラム研究教育拠点に採択された。また、2004年には、短期大学が文部科学省の「特色ある大学教育支援プログラム」に採択された。
2013年に学校法人で病院を持つ大学としては国内初とする「地域包括ケア中核センター」を開設。医療科学部と併設する大学・病院が連携して地域の医療と介護の両面をサポートしている。
2015年には医科学研究センター（当時は総合医科学研究所）が文部科学省「平成27年度からの共同利用・共同研究拠点」に認定を受けたほか、2017年には文部科学省「私立大学研究ブランディング事業（タイプB・世界展開型）」に「高ストレス社会を克服する「精神神経疾患の最先端研究開発拠点大学」としてのブランド確立」として採択された。2021年に科学技術振興機構（JST）の「共創の場形成支援プログラム（COI-NEXT）（育成型・地域創成分野）」に採択されたほか、2023年には文部科学省「地域中核・特色ある研究大学の連携による産学官連携・共同研究の施設整備事業」にも採択されている。
THE世界大学ランキングには2017年より参加。同年の「THE世界大学ランキング2018年度版」では日本の大学として11位タイ、私立大学としては1位にランキングされたほか、アジアの大学長らが大学のあり方について議論する国際会議である「THE Asia Universities Summit」を2021年に日本の大学として初めて開催した。さらに2022 年にも「THE Asia Universities Summit 2022」を開いた。同一校での連続開催は同サミット初となった。
医学部の6年間の学費は2,980万円程度。教授には名古屋大学医学部や慶應義塾大学大学院医学研究科・医学部出身の者が多いが、1999年以降は自校出身の教員も存在している。また、准教授以下の者には多くの自校出身者がいる。毎年10月下旬に、大学祭「Fujita Festival」が開催される。
学生全員が学部・学校の枠を越えた共通の活動を通して、チーム医療に必要な力を習得する独自のプログラム「アセンブリ教育」を実践している。アセンブリⅠからアセンブリⅢまで、入学から継続した学びを段階的に実施している（『2018年度学校案内』より）。
医療系単科大の特性上、担任制、学年制をとっており、クラス体系で同じ学科の人間と毎日同じ授業を受けることが多い。

## 沿革
- 1964年（昭和39年）9月24日 - 学校法人藤田学園設立。
- 1968年（昭和43年）5月 - 名古屋保健衛生大学として開学。衛生学部衛生技術学科、衛生看護学科設置。
- 1971年（昭和46年）10月1日 - 藤田学園名古屋保健衛生大学ばんたね病院（第2教育病院）開設。
- 1972年（昭和47年）4月1日 - 名古屋保健衛生大学医学部医学科設置。総合医科学研究所開設。
- 1973年（昭和48年）
  - 5月29日 - 藤田学園名古屋保健衛生大学病院（第1教育病院）開設。
  - 12月15日 - 藤田学園生薬研究塾開所。施設全体を「七栗学綜」と命名。
- 1978年（昭和53年）5月 - 名古屋保健衛生大学大学院開学。医学研究科形態系専攻、機能系専攻、保健衛生系専攻、内科系専攻、外科系専攻設置。
- 1979年（昭和54年）4月5日 - 名古屋保健衛生大学救急救命センター開設。
- 1984年（昭和59年）6月1日 - 藤田学園保健衛生大学に改称。藤田学園名古屋保健衛生大学病院を藤田学園保健衛生大学病院に、藤田学園名古屋保健衛生大学ばんたね病院を藤田学園保健衛生大学ばんたね病院に改称。
- 1986年（昭和61年）12月20日 - 藤田学園保健衛生大学ばんたね病院を藤田学園保健衛生大学坂文種報徳會病院に改称。
- 1987年（昭和62年）
  - 4月1日 - 藤田学園保健衛生大学衛生学部診療放射線技術学科設置。藤田学園保健衛生大学大学院医学研究科分子医学系専攻設置。
  - 4月20日 - 藤田学園保健衛生大学七栗サナトリウム開設。七栗学綜の呼称を七栗校地に変更。
- 1991年（平成3年）4月1日 - 藤田保健衛生大学に改称。藤田学園保健衛生大学病院を藤田保健衛生大学病院に、藤田学園保健衛生大学坂文種報徳會病院を藤田保健衛生大学坂文種報徳會病院に、藤田学園保健衛生大学七栗サナトリウムを藤田保健衛生大学七栗サナトリウムに改称。
- 1995年（平成7年）10月1日 - 藤田学園生薬研究塾が総合医科学研究所に編入され、藤田記念生薬研究塾研究部門となる。
- 1998年（平成10年）4月1日 - 藤田記念生薬研究塾研究部門を藤田記念生薬研究所に改組。
- 2001年（平成13年）4月 - 藤田保健衛生大学大学院保健学研究科保健学専攻（修士課程）設置。
- 2004年（平成16年）4月 - 藤田保健衛生大学衛生学部リハビリテーション学科理学療法専攻・作業療法専攻設置。藤田記念生薬研究所の名称を藤田記念七栗研究所に変更。
- 2005年（平成17年）2月1日 - 藤田保健衛生大学中部国際空港診療所開設。
- 2008年（平成20年）4月 - 藤田保健衛生大学衛生学部を医療科学部に学部名称変更、衛生技術学科を臨床検査学科に衛生看護学科を看護学科に診療放射線技術学科を放射線学科に改組、医療科学部に臨床工学科、医療経営情報学科設置。
- 2013年（平成25年）2月1日 - 藤田保健衛生大学地域包括ケア中核センター（医療・福祉業）開設。
- 2014年（平成26年）10月 - 学校法人藤田学園創立50周年式典挙行。
- 2015年（平成27年）4月 - 藤田保健衛生大学大学院保健学研究科医療科学専攻（博士後期課程）設置。
- 2016年（平成28年）1月1日 - 藤田保健衛生大学七栗サナトリウムを藤田保健衛生大学七栗記念病院に改称。
- 2017年（平成29年）4月1日 - 藤田保健衛生大学藤田記念七栗研究所を藤田保健衛生大学研究支援推進センターに統合。
- 2018年（平成30年）
  - 4月1日 - 藤田保健衛生大学大学院医学研究科医学専攻（博士課程）開設。
  - 4月18日 - 藤田保健衛生大学医療科学看護学科、リハビリテーション学科、臨床検査学科、臨床工学科、医療経営情報学科学生募集停止。
  - 10月10日 - 藤田医科大学に改称[1]。藤田保健衛生大学病院を藤田医科大学病院に、藤田保健衛生大学坂文種報徳會病院を藤田医科大学ばんたね病院に、藤田保健衛生大学七栗記念病院を藤田医科大学七栗記念病院に改称。
- 2019年（令和元年）
  - 4月1日 - 藤田医科大学保健衛生学部看護学科、リハビリテーション学科設置。藤田医科大学研究支援推進センターを藤田医科大学研究支援推進本部に改称。
  - 5月 - 国際再生医療センター開所[8]
- 2020年（令和2年）
  - 4月1日 - 藤田医科大学大学院医学研究科医科学専攻（修士課程）開設。藤田医科大学七栗記念病院訪問事業部開所。
  - 4月7日 - 藤田医科大学岡崎医療センター開設。
  - 8月1日 - 藤田医科大学地域包括ケア中核センター幸田岡崎サテライト開所。
- 2022年（令和4年）全学生の防災士資格取得を卒業要件に[9]。
- 2023年（令和5年）10月2日 - 東京国際空港（羽田空港）近くの HANEDA INNOVATION CITY 内に「藤田医科大学東京 先進医療研究センター」開所[10]。
- 2024年（令和6年）4月18日 - 名古屋工業大学と医療・健康分野での技術開発や人材育成などに関する連携協定を締結。

## 象徴

### 学園歌
- 作詞：山上路夫／訳詞：藤田啓介
- 作曲：A. Hawthorne・松永英雄／編曲：藤田啓介

8時45分頃、大学病院内にメロディーが流れる。

### シンボルマーク

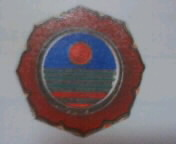
旧学章：「大気と太陽と水」のマーク

「太陽と大気と水」のマーク、通称「プロミネンスマーク」を古代風鏡の中に嵌入したものである。
2014年（平成26年）に新たな象徴（シンボル、カラー、施設名ロゴタイプ）を定めた。藤田学園の伝統的シンボルであったプロミネンスマークの「太陽・大気・水」の要素を継承し、現代的にシンプルに表現。シンボルに用いる基本的なカラー（色彩）には、「フジタ ウィスタリア」（藤色）を採用し、併記する文字列のデザインとして施設名ロゴタイプも定めた。
シンボルに込める未来へのメッセージとして、建学の理念と学園ビジョンに基づき、"私たちの創造力を人々のために Our creativity for the people"の言葉を学園は掲げる。

## 学部
以下、特記なき限り「藤田医科大学学則」（昭和51年規程第1号、施行昭和51年4月1日、改正令和3年10月1日）による
- 医学部
  - 医学科
- 医療科学部
  - 医療検査学科
  - 臨床検査学科
  - 放射線学科
  - 臨床工学科
  - 医療経営情報学科
- 保健衛生学部
  - 看護学科
  - リハビリテーション学科
    - 理学療法専攻
    - 作業療法専攻

## 大学院
以下、「藤田医科大学大学院学則」（昭和53年度規程第1号、施行昭和53年4月1日、改正令和3年4月1日）等による。
- 医学研究科
  - 医科学専攻（修士課程）
    - 医科学領域

  - 医学専攻（博士課程）
    - 基礎医学領域
    - 臨床医学領域
- 保健学研究科
  - 保健学専攻（修士課程）
    - 臨床検査学領域
    - 看護学領域
    - 医用放射線科学領域
    - リハビリテーション学領域
    - 臨床工学領域
    - 医療経営情報学領域

  - 医療科学専攻（博士後期課程）
    - 医療検査科学領域
    - 放射線科学領域
    - リハビリテーション科学領域
    - 保健医療科学領域

## 研究・教育施設
- 研究推進本部（研究支援推進センターから拡大・改組）
- 総合医科学研究部門
- 病態モデル先端医学研究センター（疾患モデル教育研究施設から改名）
- オープンファシリティセンター（共同利用研究施設から改名）
- ダヴィンチ低侵襲トレーニングセンター
- 放射線棟
- 地域包括ケア中核センター
- パーキンソン病研究センター
- 社会実装看護創成研究センター
- 治験・臨床研究支援センター（臨床研究支援センターから改組）
- 腫瘍医学研究センター

## 附属病院（教育病院）・診療所
- 藤田医科大学病院（1,376床、単一の病院として国内最多の病床数）
- 藤田医科大学ばんたね病院（愛知県名古屋市中川区尾頭橋・370床）
- 藤田医科大学七栗記念病院（三重県津市・218床）
- 藤田医科大学中部国際空港診療所（愛知県常滑市）
- 藤田医科大学岡崎医療センター（愛知県岡崎市・400床）
- 藤田医科大学東京 先端医療研究センター（東京都大田区）

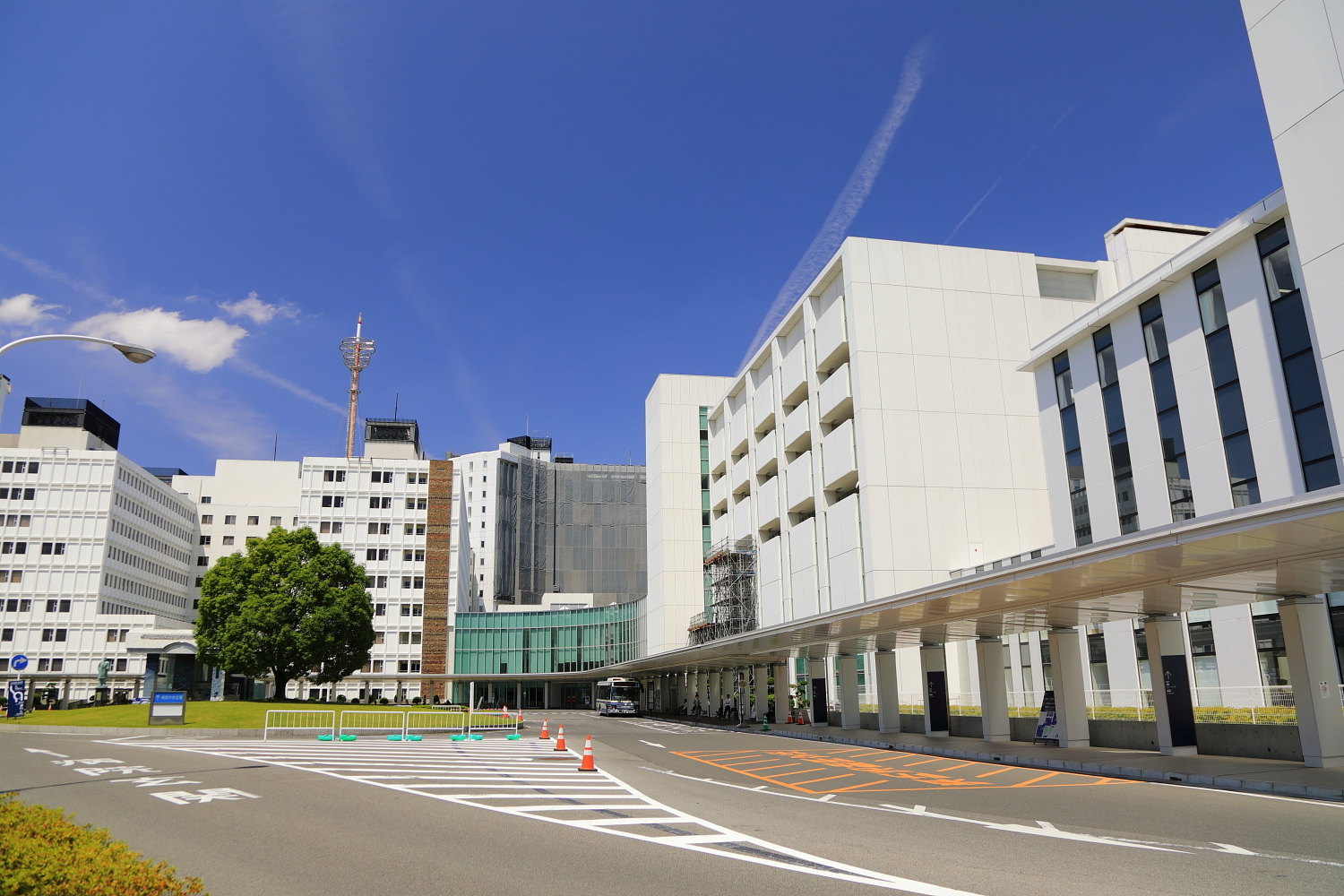
藤田医科大学病院
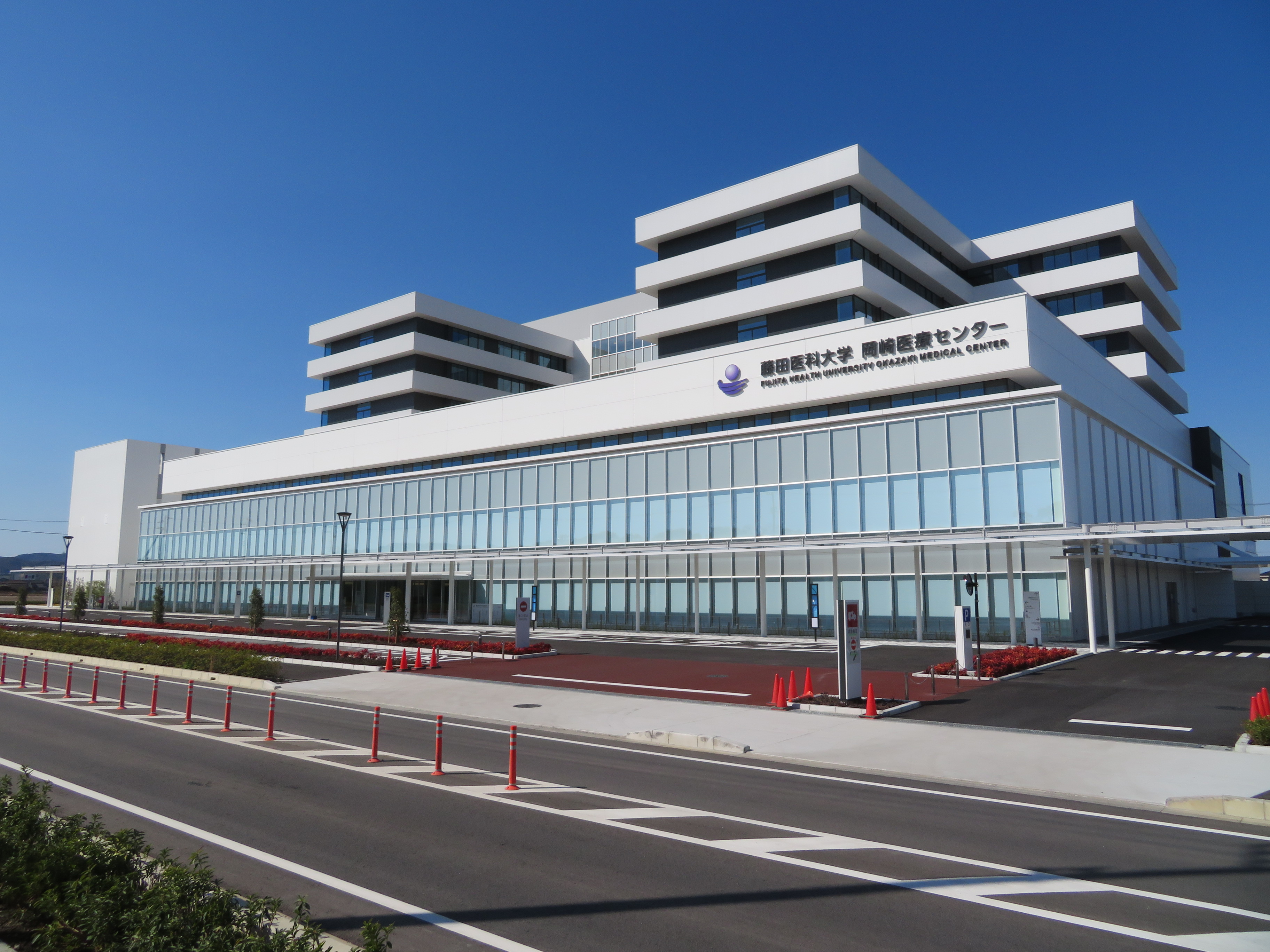
藤田医科大学岡崎医療センター

## キャンパス

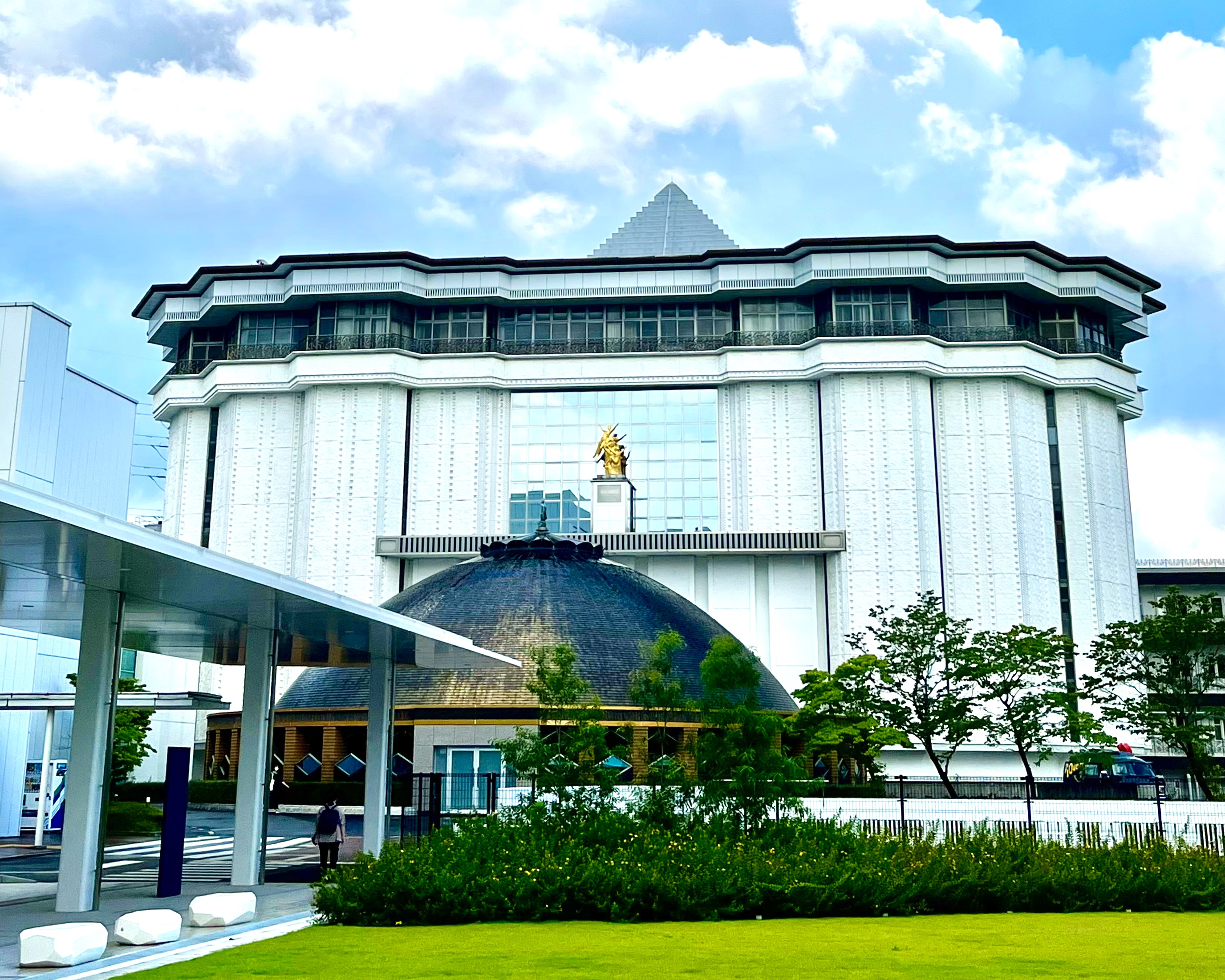
フジタホール2000外観（北側）

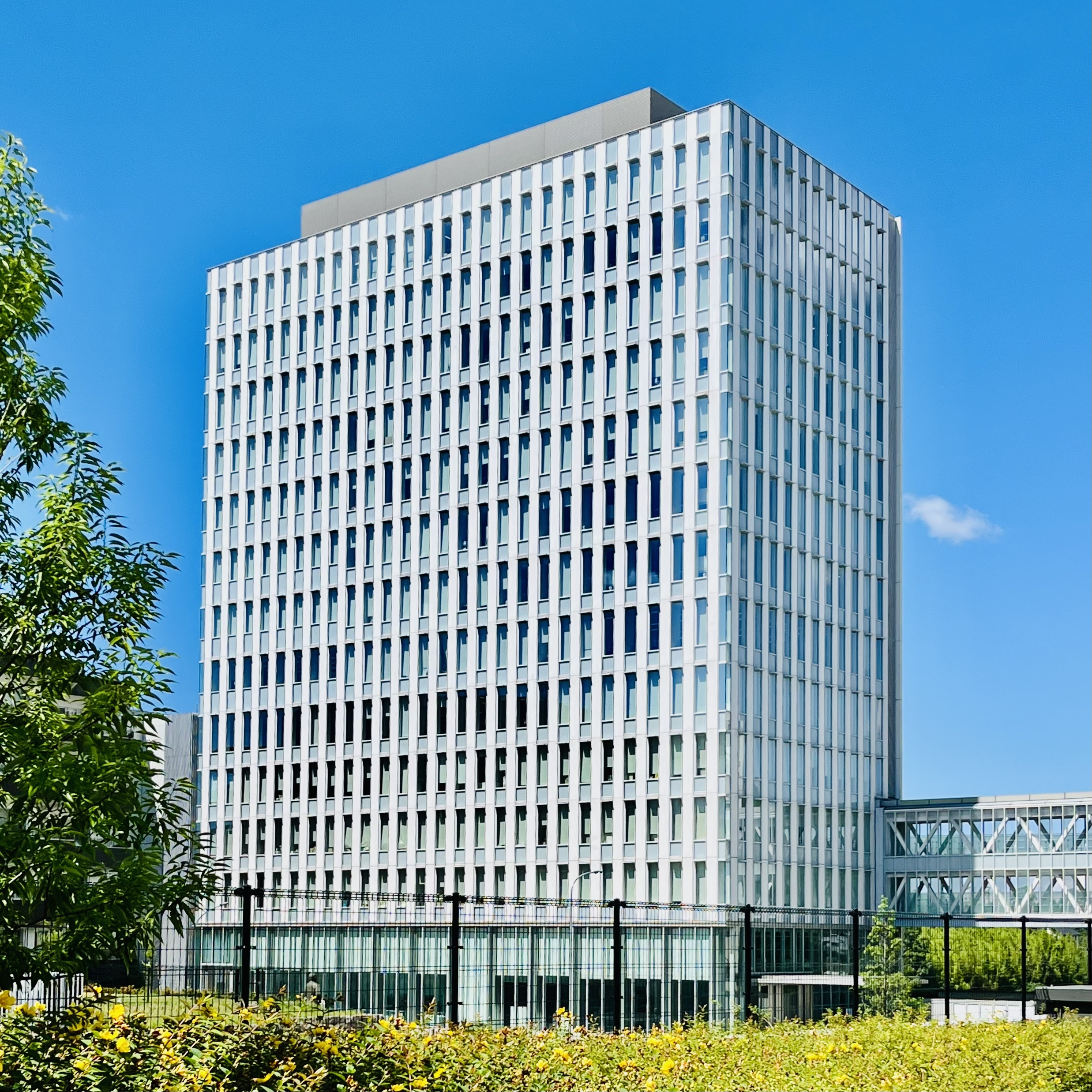
大学2号館

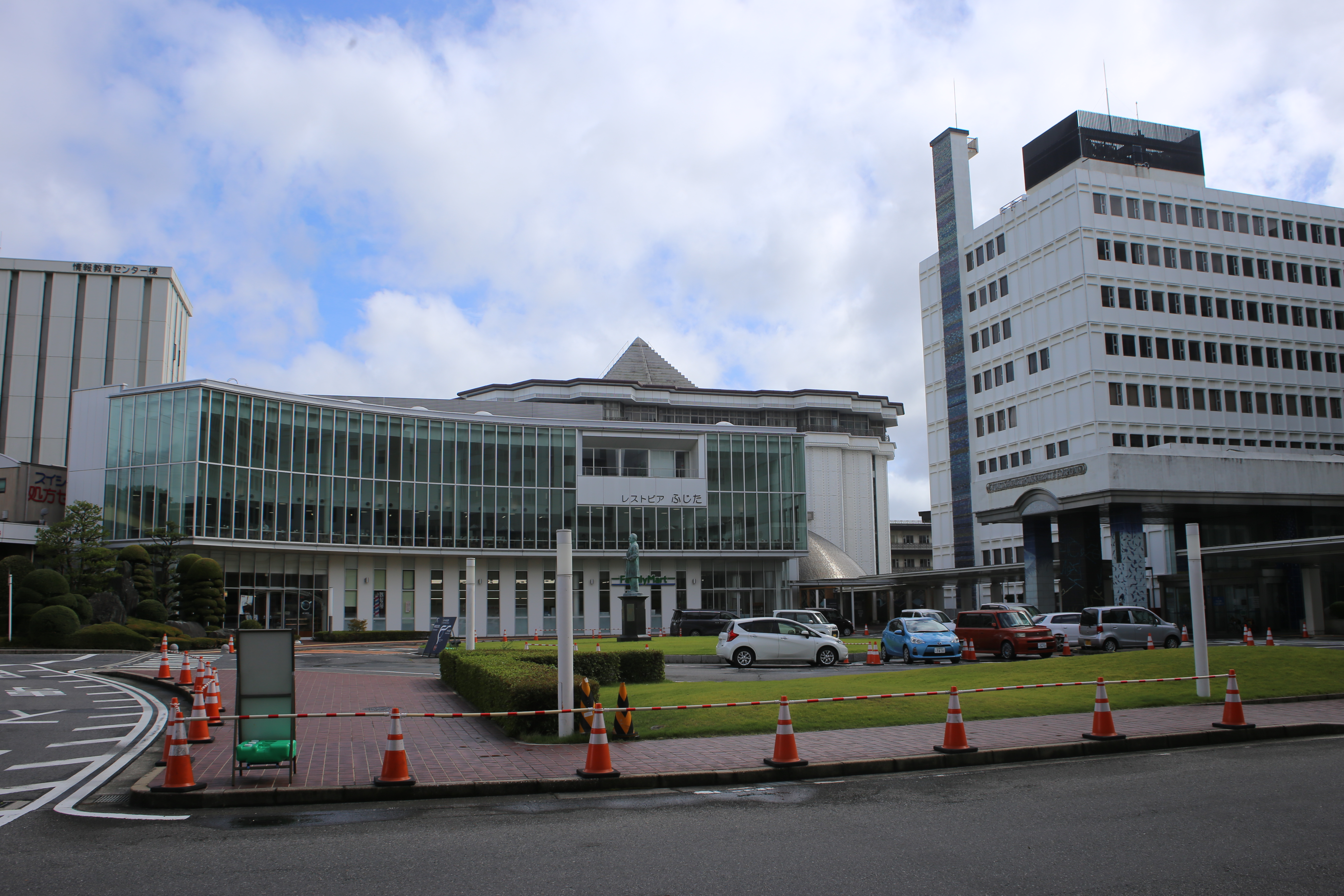
レストピアふじた

名古屋市南部に隣接する豊明校地には第1教育病院と医学部、医療科学部、保健衛生学部がある。看護専門学校も同キャンパス内にあった。創立者である藤田啓介の存命中に建てられた校舎の多くは、ベンゼン環をモデルとした六角形構造である。
- 大学1号館 - フジタホール500、大学図書館、実習室、精神・神経病態解明センター、病態モデル先端医学研究センター等が入る。病院Ｃ棟、フジタモール、スタッフ館Ⅰに接続している。
- 大学2号館 - 藤田学園法人本部、医学部事務部、医学部の講義室、スキルスラボ、藤田学園同窓会・藤医会等が入る。1階には獨創一理祈念館がある。3階と4階で大学1号館のほか大学3号館に連絡通路で接続している。
- 大学3号館 - 医療科学部、保健衛生学部看護学科、大学事務局等が入る。
- 大学4号館 - 医科学研究センター（旧・総合医科学研究所）、国際再生医療センター、がん医療研究センター等が入る。
- 大学5号館 - ラーニングコモンズ、研究支援部、産学連携推進センター、スタートアップ推進室、創薬支援室、URA室等が入る。
- 大学6号館 - 医療経営情報学科が入る。
- 大学7号館 - 臨床工学科、ダビンチ低侵襲手術トレーニングセンター併設。
- 大学8号館 - リハビリテーション学科が入る。
- 大学9号館 - 情報教育センター、社会実装看護創成研究センター等が入る。
- 大学10号館 - 基礎科学実験センターが入る。
- 大学11号館 - 未来共創イノベーションセンター等が入る。
- フジタホール2000 - 全学合同入学式、卒業式、入学記念コンサートの行事で使用されるほか、公開講座などの講演会等。藤田学園合同校舎の中央に位置する。地下は学生食堂、6階は看護学科の自習室となっている。
- アセンブリホール - 体育館。
- 総合フジタグラウンド - 正門を入った正面に位置する。DNAの二重らせんをモデルにした聖火台がある。
- レストピアふじた - 大学病院ロータリー横に移転新築された。2階に食堂であるレストピアふじたがある。

### アクセス
- 名鉄バス・名古屋市営バス「藤田医科大学病院」バス停
- 豊明市公共施設巡回バス中央循環コース「藤田医科大学病院」バス停（名鉄バスの受託運行）
- 東郷・藤田医大バス「藤田医科大学病院」バス停[11]

駐車場が整備されているため、豊明市や名古屋市などから自動車やバイク、自転車で通学する学生も少なくない。

## グループ

### 系列校・研究機関
- 一般財団法人新居浜精神衛生研究所
  - 財団新居浜病院（愛媛県新居浜市）
  - 東城看護学校（愛媛県新居浜市）
  - 新居浜精神衛生研究所附属豊岡台病院（愛媛県四国中央市）
- 藤田コンピュータ専門学校（1997年廃止）
- 藤田学園医療技術専門学院（2001年廃止）
- 藤田保健衛生大学リハビリテーション専門学校（2007年廃止）
- 藤田保健衛生大学短期大学（2010年廃止）
- 藤田医科大学看護専門学校（2022年廃止）

### 関連会社等
- フジタ・イノベーション・キャピタル（学校法人藤田学園の 100％子会社であり、医療・バイオ・ヘルスケアの分野におけるスタートアップへの投資および支援を目的としたベンチャーキャピタルファンド「フジタTTインパクト1号投資事業有限責任組合」を東海東京インベストメント株式会社と共同で設立）
- ジェノニクス株式会社（生活習慣病など病気のかかりやすさを判定する遺伝子検査サービスを提供）[12]
- 藤田総合サービス株式会社
- 藤田薬品株式会社
- ユリカ株式会社（健康食品の製造販売）

## 対外関係

### 他大学との協定

#### 日本国内
- 東京音楽大学（包括連携協定）[13][14]

#### 海外
- シンガポール国立大学（シンガポール）[15]
- 中国医科大学（中華人民共和国）
- 首都医科大学（中華人民共和国）
- 国立台湾大学（台湾）[16]
- 国立成功大学（台湾）
- 嘉泉大学校（台湾）
- ソウル大学校医科大学（大韓民国）
- チュラロンコン大学（タイ王国）
- コンケン大学（タイ王国）
- ハノイ医科大学（ベトナム）
- ジョンズ・ホプキンズ大学（アメリカ合衆国）[17]
- サンパウロ大学（ブラジル）
- ヴェストファーレン・ヴィルヘルム大学（ドイツ）
- カミーロ・ホセ・セラ大学（スペイン）
- ザンビア大学（ザンビア）